# Breg
Breg er en flod  i Schwarzwald i delstaten Baden-Württemberg i Tyskland. Breg har sit  udspring i 1.078 meters højde, seks kilometer fra Furtwangen. Efter 49 kilometer møder Breg floden Brigach i Donaueschingen, og sammen danner de to floder Donau. Heraf kommer udtrykket "Brigach und Breg bringen die Donau zuweg" (Brigach og Breg bringer Donau på vej).
Bregs afvandingsområde er 291,2 km². Kilden ligger 100 meter fra vandskellet Rhinen/Donau og 900 meter fra kilden til Elz, som munder ud i Rhinen. 
Breg er længere end Brigach og bliver derfor af mange kaldt Donaus geografiske udspring. Den officielle kilde til Donau findes i Donaueschingen.